# 健汰
健汰（けんた、1993年11月24日 - ）は、日本の俳優、モデルである。元シーアンドティー（キャロット）所属。血液型O型。2001年に芸能界デビュー。

## 出演

### テレビドラマ
- 月曜ドラマスペシャル 陰の季節3（2001年、TBS）
- 裕次郎15年目の夏（2002年、テレビ朝日）
- 夜盗（2005年、TBS）
- お正月ドラマ 古畑任三郎SP（2006年、フジテレビ）
- 4夜連続 翼の折れた天使たち（2007年、フジテレビ） - 沢田啓介（幼少） 役

### CF
- 東芝EMI HAPPY2（2003年）
- エバラ食品 和風おろし（2007年）

## モデル活動

### 広告
- イトーヨーカ堂（2002年）
- オリックス不動産 マークスプリングス（2003年）
- 俊英館（2003年・2004年1月 - 6月）
- ネスレ（2004年3月）

### 商品パッケージ
- パルボックス ブタミントン（2004年）

### その他
- 警視庁（2001年、ポスター）
- 国土交通省（2003年、広報誌）
- 教育同人社 理科テスト（2004年）